# Слова-паразити
Слова-паразити — лінгвістичне явище, виражене у вживанні зайвих і безглуздих у даному контексті слів, таких як «типу», «якби б це», «коротше», «таки», «ну», «ось», «взагалі-то», «значить» тощо. Серед розмовних помилок слова-паразити найпоширеніші. 
Синтаксично більшість «слів-паразитів» — вставні слова.

## Причини виникнення
Слова-паразити, як правило, виникають у мові при формулюванні соціально-бажаної відповіді, при відсутності відвертості мовця, незнанні відповіді на питання.
У художньому творі їх поява зумовлена «невиробленим естетичним смаком автора», вичерпністю можливостей певної стильової тенденції або школи, до якої він належить, «культом певних зображально-виражальних топосів, які використовуються механічно».